# Tacuro
Tacuro är en ort i Mexiko.   Den ligger i kommunen Chilchota och delstaten Michoacán de Ocampo, i den centrala delen av landet, 300 km väster om huvudstaden Mexico City. Tacuro ligger 1 898 meter över havet och antalet invånare är 2 050.
Terrängen runt Tacuro är huvudsakligen kuperad. Tacuro ligger nere i en dal. Runt Tacuro är det ganska tätbefolkat, med 116 invånare per kvadratkilometer. Närmaste större samhälle är Chilchota, 7,0 km väster om Tacuro. I omgivningarna runt Tacuro växer huvudsakligen savannskog.